# 青銀高速道路
青銀高速道路（青島-銀川高速道路）（せいぎんこうそくどうろ、簡体字: 青银高速公路（青岛-银川高速公路））は、中華人民共和国の山東省青島市と寧夏回族自治区銀川市を結ぶ高速道路。路線番号はG20。総路線長は1600km。

## 路線
青銀高速道路は、以下の都市を通る。
- 山東省青島市
- 山東省濰坊市
- 山東省淄博市
- 山東省済南市
- 河北省石家荘市
- 山西省太原市
- 山西省呂梁市離石区
- 陝西省楡林市靖辺県・定辺県
- 寧夏回族自治区銀川市